# 수지침
수지침(手指鍼) 또는 고려수지침(영어: Koryo hand acupuncture)은 1971년경 유태우가 연구하고 발표된 민간요법으로서 수지침을 연구하는 사람들의 모임인 고려수지요법학회는 전국 160개 지부를 통하여 전국에 걸쳐 수지침을 통한 의료봉사활동을 하고 있으며, 수지침시술은 스스로를 진단하여 자신의 손에 시술할 수 있어 대한민국 사회에서 민간요법으로서 광범위하게 행하여지고 있다. 현재까지 “수지침으로 인한 부작용 내지 위험발생 가능성은 명백하게 입증되지 않고 있는 반면 민간요법으로서의 효력은 보편적으로 인정”되고 있다.

## 사용법
수지침의 시술방법은 바늘길이 21mm, 침자루 18mm, 침체길이 3mm, 침굵기 0.24mm의 강선인 신수지침을 신수지침관에 넣은 후에 신수지침관을 손바닥 위에 올려놓고 신수지침관의 손잡이를 살짝 들었다가 놓음으로써 신수지침 1mm 정도를 손바닥에 꽂는 것으로써 손부위에 미세한 피부자극을 주는 방식이다.

## 보급 및 민간자격제도
수지침요법의 창설자이자 고려수지침학회·대한서금요법학회 회장인 유태우는 2002년부터 고려수지침관련 민간자격제도를 만들어서 보급해 왔는바, 2002년 8월에 제1회 고려수지침요법사(음양맥진과정 연수) 자격검증시험시행 이후 2005년 10월 제9회 자격검증시험을 실시하여 2006년 기준으로 총 7,729명의 고려수지침요법사를 배출했고, 2004년 4월에 제1회 고려수지요법사(기초과정 연수) 자격검증시험시행 이후 2005년 12월 제5회 자격검증시험을 실시하여 2006년 기준으로 총 2,239명의 고려수지요법사를 배출하였으며, 고려수지침요법사 자격증을 취득하고 다년간 연구한 사람들을 대상으로 하여 2005년 3월에 제1회 비만체형관리사 자격검증시험시행 이후 2005년 11월 제3회 자격검증시험을 실시하여 2006년 기준으로 총 1,539명의 비만체형관리사를 배출하였다.

## 언론
동아일보는 2002년 1월 6일부터 2003년 3월 30일까지 [생활 수지침]이라는 연재를 통해 수지침을 소개하였으며, 중앙일보는 [유태우의 서금요법]이라는 연재를 통해 2007년 3월 5일부터 2013년 4월 22일까지 수지침을 소개하고 있다.

## 의료법 논란
대법원은 지난 2000년 ‘수지침 시술행위가 의료법에서 금지하고 있는 무면허 의료행위에 해당하는지 여부(적극) 및 수지침 시술행위가 형법 제20조 소정의 정당행위에 해당하기 위한 요건’에 대해 98도2389 판결에서 수지침 시술행위가 “침술행위의 일종으로서 의료법에서 금지하고 있는 의료행위에 해당”하기 때문에 “일반적으로 면허 또는 자격 없이 침술행위를 하는 것”은 처벌되어야 하지만, “수지침은 시술부위나 시술방법 등에 있어서 예로부터 동양의학으로 전래되어 내려오는 체침의 경우와 현저한 차이가 있고, 일반인들의 인식도 이에 대한 관용의 입장에 기울어져” 있기 때문에, “시술자의 시술의 동기, 목적, 방법, 횟수, 시술에 대한 지식수준, 시술경력, 피시술자의 나이, 체질, 건강상태, 시술행위로 인한 부작용 내지 위험발생 가능성 등을 종합적으로 고려하여 구체적인 경우에 있어서 개별적으로 보아 법질서 전체의 정신이나 그 배후에 놓여 있는 사회윤리 내지 사회통념에 비추어 용인될 수 있는 행위에 해당한다고 인정되는 경우에는 형법 제20조 소정의 사회상규에 위배되지 아니하는 행위에 해당되어 위법성이 조각된다”고 판결하였다. 또한 2006년 4월 10일 국민고충처리위원회는 ‘민간요법으로 널리 활용되고 있는 수지침무료자원봉사활동이 의료법에 위반되는지의 여부’에 대한 심의를 통해 “체침시술 또는 부항시술과는 명백히 구별하여 수지침시술이 무면허 의료행위에 해당하지만 사회상규에 위배되지 아니하는 것으로 인정하고 있다”고 판단하였다.